# Résultats par région des élections législatives françaises de 1958
Les élections législatives françaises de 1958 ont lieu les 23 et 30 novembre 1958.
Les résultats sont présentés sur cette page par région ou collectivité.

## Résumé
| Région                     | Droite | RRRS | SFIO | MRP | PCF | Autres |
| Région                     | S      | S    | S    | S   | S   | S      |
| -------------------------- | ------ | ---- | ---- | --- | --- | ------ |
| Alsace                     | 8      | 0    | 1    | 4   | 0   | 0      |
| Aquitaine                  | 19     | 3    | 1    | 1   | 0   | 0      |
| Auvergne                   | 9      | 0    | 1    | 1   | 1   | 1      |
| Bourgogne                  | 15     | 0    | 0    | 0   | 0   | 0      |
| Bretagne                   | 12     | 0    | 0    | 12  | 0   | 1      |
| Centre                     | 12     | 3    | 1    | 3   | 0   | 1      |
| Champagne-Ardenne          | 9      | 0    | 0    | 3   | 0   | 0      |
| Corse                      | 3      | 0    | 0    | 0   | 0   | 0      |
| Franche-Comté              | 7      | 0    | 0    | 2   | 0   | 0      |
| Île-de-France              | 65     | 2    | 3    | 0   | 6   | 2      |
| Languedoc-Roussillon       | 7      | 1    | 5    | 3   | 0   | 0      |
| Limousin                   | 1      | 1    | 6    | 0   | 0   | 0      |
| Lorraine                   | 13     | 0    | 0    | 6   | 0   | 2      |
| Midi-Pyrénées              | 10     | 6    | 3    | 2   | 0   | 1      |
| Nord-Pas-de-Calais         | 21     | 0    | 12   | 4   | 0   | 0      |
| Basse-Normandie            | 10     | 0    | 1    | 1   | 0   | 1      |
| Haute-Normandie            | 10     | 0    | 1    | 0   | 1   | 2      |
| Pays de la Loire           | 20     | 0    | 0    | 5   | 0   | 1      |
| Picardie                   | 11     | 2    | 1    | 0   | 0   | 1      |
| Poitou-Charentes           | 11     | 1    | 0    | 1   | 0   | 1      |
| Provence-Alpes-Côte d'Azur | 19     | 0    | 3    | 2   | 2   | 2      |
| Rhône-Alpes                | 26     | 1    | 2    | 8   | 0   | 2      |
| Outre-Mer                  | 7      | 1    | 3    | 0   | 0   | 76     |
| France                     | 325    | 21   | 44   | 58  | 10  | 94     |

| Aller aux résultats d'une région |
| --- |
| Alsace • Aquitaine • Auvergne • Bourgogne • Bretagne • Centre • Champagne-Ardenne • Corse • Franche-Comté • Île-de-France • Languedoc-Roussillon • Limousin • Lorraine • Midi-Pyrénées • Nord-Pas-de-Calais • Basse-Normandie • Haute-Normandie • Pays de la Loire • Picardie • Poitou-Charentes • Provence-Alpes-Côte d'Azur • Rhône-Alpes • Algérie française • Outre-Mer • |

## Alsace
| Parti          | Parti                                          | Premier tour | Premier tour | Second tour | Second tour | Sièges |
| Parti          | Parti                                          | Voix         | %            | Voix        | %           | Sièges |
| -------------- | ---------------------------------------------- | ------------ | ------------ | ----------- | ----------- | ------ |
|                | Union pour la nouvelle République              | 164 136      | 29,42        | 202 205     | 41,57       | 7      |
|                | Centre national des indépendants et paysans    | 36 126       | 6,47         | 34 644      | 7,12        | 1      |
|                | Modérés                                        | 10 380       | 1,86         | Retrait     | Retrait     | 0      |
|                | Droite parlementaire                           | 210 642      | 37,75        | 236 849     | 48,69       | 8      |
|                |                                                |              |              |             |             |        |
|                | Mouvement républicain populaire                | 243 566      | 43,64        | 173 928     | 35,76       | 4      |
|                | Section française de l'Internationale ouvrière | 59 996       | 10,75        | 48 617      | 9,99        | 1      |
|                | Parti communiste français                      | 38 241       | 6,85         | 25 544      | 5,25        | 0      |
|                | Parti radical                                  | 3 428        | 0,61         | Retrait     | Retrait     | 0      |
|                | Centre républicain                             | 1 789        | 0,32         | 1 492       | 0,31        | 0      |
|                | Divers                                         | 334          | 0,06         |             |             | 0      |
|                |                                                |              |              |             |             |        |
| Inscrits       | Inscrits                                       | 786 060      | 100,00       | 683 715     | 100,00      | 13     |
| Abstentions    | Abstentions                                    | 207 984      | 26,46        | 184 724     | 27,02       |        |
| Votants        | Votants                                        | 578 076      | 73,54        | 498 991     | 72,98       |        |
| Blancs et nuls | Blancs et nuls                                 | 20 080       | 3,47         | 12 561      | 2,52        |        |
| Exprimés       | Exprimés                                       | 557 996      | 96,53        | 486 430     | 97,48       |        |

## Aquitaine
| Parti          | Parti                                          | Premier tour | Premier tour | Second tour | Second tour | Sièges |
| Parti          | Parti                                          | Voix         | %            | Voix        | %           | Sièges |
| -------------- | ---------------------------------------------- | ------------ | ------------ | ----------- | ----------- | ------ |
|                | Union pour la nouvelle République              | 266 056      | 24,52        | 394 205     | 36,74       | 16     |
|                | Centre national des indépendants et paysans    | 114 207      | 10,52        | 99 726      | 9,29        | 3      |
|                | Modérés                                        | 9 167        | 0,84         | 14 514      | 1,35        | 0      |
|                | Droite parlementaire                           | 389 430      | 35,89        | 508 445     | 47,38       | 19     |
|                |                                                |              |              |             |             |        |
|                | Section française de l'Internationale ouvrière | 192 389      | 17,73        | 167 122     | 15,57       | 1      |
|                | Parti communiste français                      | 162 008      | 14,93        | 164 619     | 15,34       | 0      |
|                | Parti radical                                  | 152 920      | 14,09        | 115 938     | 10,80       | 3      |
|                | Extrême droite                                 | 74 266       | 6,84         | 59 724      | 5,57        | 0      |
|                | Mouvement républicain populaire                | 64 129       | 5,91         | 40 824      | 3,80        | 1      |
|                | Centre républicain                             | 28 017       | 2,58         | 15 317      | 1,43        | 0      |
|                | Union des forces démocratiques                 | 9 380        | 0,86         | 1 077       | 0,10        | 0      |
|                | Divers                                         | 5 008        | 0,40         |             |             | 0      |
|                | UDSR                                           | 4 374        | 0,40         | Retrait     | Retrait     | 0      |
|                | Centre réformateur républicain                 | 3 268        | 0,30         |             |             | 0      |
|                |                                                |              |              |             |             |        |
| Inscrits       | Inscrits                                       | 1 435 318    | 100,00       | 1 426 256   | 100,00      | 24     |
| Abstentions    | Abstentions                                    | 324 524      | 22,61        | 326 760     | 22,91       |        |
| Votants        | Votants                                        | 1 110 794    | 77,39        | 1 099 496   | 77,09       |        |
| Blancs et nuls | Blancs et nuls                                 | 25 605       | 2,31         | 26 430      | 2,4         |        |
| Exprimés       | Exprimés                                       | 1 085 189    | 97,69        | 1 073 066   | 97,6        |        |

## Auvergne
| Parti          | Parti                                          | Premier tour | Premier tour | Second tour | Second tour | Sièges |
| Parti          | Parti                                          | Voix         | %            | Voix        | %           | Sièges |
| -------------- | ---------------------------------------------- | ------------ | ------------ | ----------- | ----------- | ------ |
|                | Centre national des indépendants et paysans    | 138 356      | 24,13        | 102 385     | 21,09       | 6      |
|                | Union pour la nouvelle République              | 34 785       | 6,07         | 47 760      | 9,84        | 2      |
|                | Modérés                                        | 33 273       | 5,80         | 43 141      | 8,89        | 1      |
|                | Droite parlementaire                           | 206 414      | 36,00        | 193 286     | 39,81       | 9      |
|                |                                                |              |              |             |             |        |
|                | Section française de l'Internationale ouvrière | 126 662      | 22,09        | 120 147     | 24,75       | 1      |
|                | Parti communiste français                      | 101 261      | 17,66        | 92 525      | 19,06       | 1      |
|                | Mouvement républicain populaire                | 43 857       | 7,65         | 26 571      | 5,47        | 1      |
|                | Parti radical                                  | 37 848       | 6,60         | 17 121      | 3,53        | 0      |
|                | Centre républicain                             | 31 429       | 5,48         | 35 815      | 7,38        | 1      |
|                | Extrême droite                                 | 21 046       | 3,67         | Retrait     | Retrait     | 0      |
|                | Union des forces démocratiques                 | 4 778        | 0,83         | Retrait     | Retrait     | 0      |
|                |                                                |              |              |             |             |        |
| Inscrits       | Inscrits                                       | 818 337      | 100,00       | 682 474     | 100,00      | 13     |
| Abstentions    | Abstentions                                    | 231 761      | 28,32        | 189 049     | 27,7        |        |
| Votants        | Votants                                        | 586 576      | 71,68        | 493 425     | 72,3        |        |
| Blancs et nuls | Blancs et nuls                                 | 13 281       | 2,26         | 7 960       | 1,61        |        |
| Exprimés       | Exprimés                                       | 573 295      | 97,74        | 485 465     | 98,39       |        |

## Bourgogne
| Parti          | Parti                                          | Premier tour | Premier tour | Second tour | Second tour | Sièges |
| Parti          | Parti                                          | Voix         | %            | Voix        | %           | Sièges |
| -------------- | ---------------------------------------------- | ------------ | ------------ | ----------- | ----------- | ------ |
|                | Union pour la nouvelle République              | 148 519      | 23,64        | 134 365     | 23,45       | 6      |
|                | Centre national des indépendants et paysans    | 142 177      | 22,63        | 186 237     | 32,51       | 9      |
|                | Modérés                                        | 47 967       | 7,64         | 22 798      | 3,98        | 0      |
|                | Droite parlementaire                           | 338 663      | 53,92        | 343 400     | 59,94       | 15     |
|                |                                                |              |              |             |             |        |
|                | Parti communiste français                      | 118 041      | 18,79        | 114 886     | 20,05       | 0      |
|                | Section française de l'Internationale ouvrière | 95 929       | 15,27        | 81 124      | 14,16       | 0      |
|                | Parti radical                                  | 35 231       | 5,61         | 6 241       | 1,09        | 0      |
|                | Extrême droite                                 | 15 572       | 2,48         | Retrait     | Retrait     | 0      |
|                | Union des forces démocratiques                 | 8 605        | 1,37         | 12 219      | 2,13        | 0      |
|                | Centre républicain                             | 6 391        | 1,02         | 15 012      | 2,62        | 0      |
|                | Mouvement républicain populaire                | 6 320        | 1,01         | Retrait     | Retrait     | 0      |
|                | Centre réformateur républicain                 | 3 390        | 0,54         | Retrait     | Retrait     | 0      |
|                |                                                |              |              |             |             |        |
| Inscrits       | Inscrits                                       | 880 727      | 100,00       | 816 820     | 100,00      | 15     |
| Abstentions    | Abstentions                                    | 238 620      | 27,09        | 229 296     | 28,07       |        |
| Votants        | Votants                                        | 642 107      | 72,91        | 587 524     | 71,93       |        |
| Blancs et nuls | Blancs et nuls                                 | 13 965       | 2,17         | 14 642      | 2,49        |        |
| Exprimés       | Exprimés                                       | 628 142      | 97,83        | 572 882     | 97,51       |        |

## Bretagne
| Parti          | Parti                                          | Premier tour | Premier tour | Second tour | Second tour | Sièges |
| Parti          | Parti                                          | Voix         | %            | Voix        | %           | Sièges |
| -------------- | ---------------------------------------------- | ------------ | ------------ | ----------- | ----------- | ------ |
|                | Centre national des indépendants et paysans    | 203 979      | 16,90        | 250 075     | 26,72       | 8      |
|                | Union pour la nouvelle République              | 162 074      | 13,42        | 101 829     | 10,88       | 3      |
|                | Modérés                                        | 93 556       | 7,75         | 26 557      | 2,84        | 1      |
|                | Droite parlementaire                           | 459 609      | 38,07        | 378 461     | 40,43       | 12     |
|                |                                                |              |              |             |             |        |
|                | Mouvement républicain populaire                | 351 224      | 29,09        | 277 763     | 29,68       | 12     |
|                | Parti communiste français                      | 166 302      | 13,77        | 129 966     | 13,89       | 0      |
|                | Section française de l'Internationale ouvrière | 130 913      | 10,84        | 99 466      | 10,63       | 0      |
|                | Parti radical                                  | 28 006       | 2,32         | Retrait     | Retrait     | 0      |
|                | Centre républicain                             | 19 291       | 1,60         | 21 630      | 2,31        | 1      |
|                | Extrême droite                                 | 18 472       | 1,53         | Retrait     | Retrait     | 0      |
|                | Centre réformateur républicain                 | 16 141       | 1,34         | 6 461       | 0,69        | 0      |
|                | Union des forces démocratiques                 | 10 703       | 0,89         | 22 245      | 2,38        | 0      |
|                | UDSR                                           | 4 595        | 0,38         | Retrait     | Retrait     | 0      |
|                | Divers                                         | 2 054        | 0,17         |             |             | 0      |
|                |                                                |              |              |             |             |        |
| Inscrits       | Inscrits                                       | 1 549 512    | 100,00       | 1 226 102   | 100,00      | 25     |
| Abstentions    | Abstentions                                    | 322 960      | 20,84        | 269 699     | 22          |        |
| Votants        | Votants                                        | 1 226 552    | 79,16        | 956 403     | 78          |        |
| Blancs et nuls | Blancs et nuls                                 | 19 242       | 1,57         | 20 411      | 2,13        |        |
| Exprimés       | Exprimés                                       | 1 207 310    | 98,43        | 935 992     | 97,87       |        |

## Centre
| Parti          | Parti                                            | Premier tour | Premier tour | Second tour | Second tour | Sièges |
| Parti          | Parti                                            | Voix         | %            | Voix        | %           | Sièges |
| -------------- | ------------------------------------------------ | ------------ | ------------ | ----------- | ----------- | ------ |
|                | Union pour la nouvelle République                | 192 692      | 22,57        | 277 260     | 34,40       | 10     |
|                | Centre national des indépendants et paysans      | 107 440      | 12,59        | 70 317      | 8,72        | 2      |
|                | Modérés                                          | 14 484       | 1,70         | Retrait     | Retrait     | 0      |
|                | Divers droite (gaulliste)                        | 2 004        | 0,23         |             |             | 0      |
|                | Droite parlementaire                             | 316 620      | 37,09        | 347 577     | 43,13       | 12     |
|                |                                                  |              |              |             |             |        |
|                | Parti communiste français                        | 170 180      | 19,94        | 187 693     | 23,29       | 0      |
|                | Section française de l'Internationale ouvrière   | 114 981      | 13,47        | 58 856      | 7,30        | 1      |
|                | Parti républicain, radical et radical-socialiste | 94 004       | 11,01        | 85 978      | 10,67       | 3      |
|                | Mouvement républicain populaire                  | 61 688       | 7,23         | 60 714      | 7,53        | 3      |
|                | Extrême droite                                   | 51 753       | 6,06         | 18 711      | 3,32        | 0      |
|                | Centre républicain                               | 22 234       | 2,60         | 18 708      | 2,32        | 0      |
|                | Centre réformateur républicain                   | 17 010       | 1,99         | 27 733      | 3,44        | 1      |
|                | Union des forces démocratiques                   | 2 647        | 0,31         | Retrait     | Retrait     | 0      |
|                | UDSR                                             | 2 548        | 0,30         | Retrait     | Retrait     | 0      |
|                |                                                  |              |              |             |             |        |
| Inscrits       | Inscrits                                         | 1 137 176    | 100,00       | 1 078 130   | 100,00      | 20     |
| Abstentions    | Abstentions                                      | 258 369      | 22,72        | 251 474     | 23,33       |        |
| Votants        | Votants                                          | 878 807      | 77,28        | 826 656     | 76,67       |        |
| Blancs et nuls | Blancs et nuls                                   | 25 142       | 2,86         | 20 686      | 2,5         |        |
| Exprimés       | Exprimés                                         | 853 665      | 97,14        | 805 970     | 97,5        |        |

## Champagne-Ardenne
| Parti          | Parti                                            | Premier tour | Premier tour | Second tour | Second tour | Sièges |
| Parti          | Parti                                            | Voix         | %            | Voix        | %           | Sièges |
| -------------- | ------------------------------------------------ | ------------ | ------------ | ----------- | ----------- | ------ |
|                | Union pour la nouvelle République                | 123 108      | 23,90        | 162 708     | 31,67       | 6      |
|                | Centre national des indépendants et paysans      | 66 232       | 12,86        | 81 648      | 15,89       | 3      |
|                | Modérés                                          | 21 825       | 4,24         | 12 045      | 2,34        | 0      |
|                | Divers droite (gaulliste)                        | 9 797        | 1,90         | Retrait     | Retrait     | 0      |
|                | Droite parlementaire                             | 220 962      | 42,90        | 256 401     | 49,90       | 9      |
|                |                                                  |              |              |             |             |        |
|                | Parti communiste français                        | 100 585      | 19,53        | 115 840     | 22,55       | 0      |
|                | Mouvement républicain populaire                  | 66 347       | 12,88        | 87 345      | 17,00       | 3      |
|                | Section française de l'Internationale ouvrière   | 61 026       | 11,85        | 23 303      | 4,54        | 0      |
|                | Parti républicain, radical et radical-socialiste | 34 532       | 6,70         | Retrait     | Retrait     | 0      |
|                | Union des forces démocratiques                   | 16 481       | 3,20         | 20 102      | 3,91        | 0      |
|                | Centre républicain                               | 10 867       | 2,11         | Retrait     | Retrait     | 0      |
|                | Union et fraternité française                    | 4 311        | 0,84         | 10 800      | 2,10        | 0      |
|                |                                                  |              |              |             |             |        |
| Inscrits       | Inscrits                                         | 686 777      | 100,00       | 686 728     | 100,00      | 12     |
| Abstentions    | Abstentions                                      | 157 043      | 22,87        | 158 424     | 23,07       |        |
| Votants        | Votants                                          | 529 734      | 77,13        | 528 304     | 76,93       |        |
| Blancs et nuls | Blancs et nuls                                   | 14 623       | 2,76         | 14 513      | 2,75        |        |
| Exprimés       | Exprimés                                         | 515 111      | 97,24        | 513 791     | 97,25       |        |

## Corse
| Parti          | Parti                                          | Premier tour | Premier tour | Second tour | Second tour | Sièges |
| Parti          | Parti                                          | Voix         | %            | Voix        | %           | Sièges |
| -------------- | ---------------------------------------------- | ------------ | ------------ | ----------- | ----------- | ------ |
|                | Divers droite                                  | 13 887       | 14,76        | 19 188      | 20,48       | 1      |
|                | Union pour la nouvelle République              | 12 720       | 13,52        | 26 699      | 28,50       | 1      |
|                | Centre national des indépendants et paysans    | 5 721        | 6,08         | 10 775      | 11,50       | 1      |
|                | Modérés                                        | 896          | 0,95         |             |             | 0      |
|                | Droite parlementaire                           | 33 224       | 35,30        | 56 662      | 60,49       | 3      |
|                |                                                |              |              |             |             |        |
|                | Parti radical                                  | 22 947       | 24,37        | 7 242       | 7,73        | 0      |
|                | Radicaux centristes                            | 16 937       | 18,00        | 15 949      | 17,03       | 0      |
|                | Parti communiste français                      | 12 794       | 13,59        | 13 679      | 14,60       | 0      |
|                | Extrême droite                                 | 5 944        | 6,32         | 139         | 0,15        | 0      |
|                | Section française de l'Internationale ouvrière | 2 119        | 2,25         | Retrait     | Retrait     | 0      |
|                | Divers                                         | 149          | 0,16         |             |             | 0      |
|                |                                                |              |              |             |             |        |
| Inscrits       | Inscrits                                       | 160 355      | 100,00       | 161 781     | 100,00      | 3      |
| Abstentions    | Abstentions                                    | 65 629       | 40,93        | 66 851      | 41,32       |        |
| Votants        | Votants                                        | 94 726       | 59,07        | 94 930      | 58,68       |        |
| Blancs et nuls | Blancs et nuls                                 | 612          | 0,65         | 1 259       | 1,33        |        |
| Exprimés       | Exprimés                                       | 94 114       | 99,35        | 93 671      | 98,67       |        |

## Franche-Comté
| Parti          | Parti                                            | Premier tour | Premier tour | Second tour | Second tour | Sièges |
| Parti          | Parti                                            | Voix         | %            | Voix        | %           | Sièges |
| -------------- | ------------------------------------------------ | ------------ | ------------ | ----------- | ----------- | ------ |
|                | Union pour la nouvelle République                | 98 313       | 24,25        | 123 954     | 34,84       | 6      |
|                | Centre national des indépendants et paysans      | 49 494       | 12,21        | 44 453      | 12,49       | 1      |
|                | Modérés                                          | 10 948       | 2,70         | 1 696       | 0,48        | 0      |
|                | Droite parlementaire                             | 158 755      | 39,17        | 170 103     | 47,81       | 7      |
|                |                                                  |              |              |             |             |        |
|                | Parti républicain, radical et radical-socialiste | 72 456       | 17,88        | 59 980      | 16,86       | 0      |
|                | Section française de l'Internationale ouvrière   | 52 664       | 12,99        | 47 321      | 13,30       | 0      |
|                | Mouvement républicain populaire                  | 60 102       | 14,83        | 35 466      | 9,97        | 2      |
|                | Parti communiste français                        | 41 369       | 10,21        | 26 214      | 7,37        | 0      |
|                | Centre républicain                               | 8 500        | 2,10         | 5 050       | 1,42        | 0      |
|                | Union des forces démocratiques                   | 5 609        | 1,38         | 7 898       | 2,22        | 0      |
|                | Extrême droite                                   | 5 476        | 1,35         | 3 750       | 1,05        | 0      |
|                | Divers                                           | 401          | 0,10         |             |             | 0      |
|                |                                                  |              |              |             |             |        |
| Inscrits       | Inscrits                                         | 535 035      | 100,00       | 466 031     | 100,00      | 9      |
| Abstentions    | Abstentions                                      | 120 744      | 22,57        | 102 487     | 21,99       |        |
| Votants        | Votants                                          | 414 291      | 77,43        | 363 544     | 78,01       |        |
| Blancs et nuls | Blancs et nuls                                   | 8 959        | 2,16         | 7 762       | 2,14        |        |
| Exprimés       | Exprimés                                         | 405 332      | 97,84        | 355 782     | 97,86       |        |

## Île-de-France
| Parti          | Parti                                            | Premier tour | Premier tour | Second tour | Second tour | Sièges |
| Parti          | Parti                                            | Voix         | %            | Voix        | %           | Sièges |
| -------------- | ------------------------------------------------ | ------------ | ------------ | ----------- | ----------- | ------ |
|                | Union pour la nouvelle République                | 852 451      | 22,91        | 1 480 953   | 41,21       | 47     |
|                | Centre national des indépendants et paysans      | 474 777      | 12,76        | 492 894     | 13,72       | 18     |
|                | Modérés                                          | 141 051      | 3,79         | 34 302      | 0,95        | 0      |
|                | Divers droite (gaulliste)                        | 63 751       | 1,71         | 6 539       | 0,18        | 0      |
|                | Républicains sociaux                             | 3 645        | 0,10         | 10          | 0,00        | 0      |
|                | Droite parlementaire                             | 1 535 675    | 41,28        | 2 014 698   | 56,06       | 65     |
|                |                                                  |              |              |             |             |        |
|                | Parti communiste français                        | 951 300      | 25,57        | 1 048 319   | 29,17       | 6      |
|                | Section française de l'Internationale ouvrière   | 438 566      | 11,79        | 284 190     | 7,91        | 3      |
|                | Mouvement républicain populaire                  | 221 172      | 5,95         | 62 696      | 1,74        | 0      |
|                | Centre républicain                               | 141 374      | 3,80         | 80 874      | 2,25        | 2      |
|                | Parti républicain, radical et radical-socialiste | 113 746      | 3,06         | 39 616      | 1,10        | 2      |
|                | Gaullistes d'opposition                          | 92 098       | 2,48         | 45 840      | 1,28        | 0      |
|                | Union des forces démocratiques                   | 88 837       | 2,39         | 10 359      | 0,29        | 0      |
|                | Divers                                           | 79 218       | 2,13         | 2 059       | 0,06        | 0      |
|                | Extrême droite                                   | 47 044       | 1,26         | 4 956       | 0,14        | 0      |
|                | Rassemblement des gauches républicaines          | 11 225       | 0,30         | Retrait     | Retrait     | 0      |
|                |                                                  |              |              |             |             |        |
| Inscrits       | Inscrits                                         | 4 814 812    | 100,00       | 4 762 370   | 100,00      | 78     |
| Abstentions    | Abstentions                                      | 1 005 072    | 20,87        | 1 086 929   | 22,82       |        |
| Votants        | Votants                                          | 3 809 740    | 79,13        | 3 675 441   | 77,18       |        |
| Blancs et nuls | Blancs et nuls                                   | 89 485       | 2,35         | 81 874      | 2,23        |        |
| Exprimés       | Exprimés                                         | 3 720 255    | 97,65        | 3 593 567   | 97,77       |        |

## Languedoc-Roussillon
| Parti          | Parti                                            | Premier tour | Premier tour | Second tour | Second tour | Sièges |
| Parti          | Parti                                            | Voix         | %            | Voix        | %           | Sièges |
| -------------- | ------------------------------------------------ | ------------ | ------------ | ----------- | ----------- | ------ |
|                | Union pour la nouvelle République                | 77 785       | 11,82        | 107 014     | 16,08       | 4      |
|                | Centre national des indépendants et paysans      | 67 133       | 10,20        | 62 331      | 9,37        | 3      |
|                | Modérés                                          | 27 515       | 4,18         | 15 320      | 2,30        | 0      |
|                | Divers droite (gaulliste)                        | 7 260        | 1,10         | 2 793       | 0,42        | 0      |
|                | Droite parlementaire                             | 179 693      | 27,30        | 187 458     | 28,17       | 7      |
|                |                                                  |              |              |             |             |        |
|                | Parti communiste français                        | 159 516      | 24,23        | 175 378     | 26,35       | 0      |
|                | Section française de l'Internationale ouvrière   | 167 845      | 25,50        | 176 134     | 26,47       | 5      |
|                | Mouvement républicain populaire                  | 50 967       | 7,74         | 72 479      | 10,89       | 3      |
|                | Parti républicain, radical et radical-socialiste | 53 013       | 8,05         | 42 687      | 6,41        | 1      |
|                | Extrême droite                                   | 19 868       | 3,02         | Retrait     | Retrait     | 0      |
|                | Centre républicain                               | 15 871       | 2,41         | 11 390      | 1,71        | 0      |
|                | Union des forces démocratiques                   | 7 485        | 1,14         | Retrait     | Retrait     | 0      |
|                | Socialistes indépendants                         | 4 035        | 0,61         | Retrait     | Retrait     | 0      |
|                |                                                  |              |              |             |             |        |
| Inscrits       | Inscrits                                         | 928 005      | 100,00       | 896 385     | 100,00      | 16     |
| Abstentions    | Abstentions                                      | 251 192      | 27,07        | 213 703     | 23,84       |        |
| Votants        | Votants                                          | 676 813      | 72,93        | 682 682     | 76,16       |        |
| Blancs et nuls | Blancs et nuls                                   | 18 520       | 2,74         | 17 156      | 2,51        |        |
| Exprimés       | Exprimés                                         | 658 293      | 97,26        | 665 526     | 97,49       |        |

## Limousin
| Parti          | Parti                                            | Premier tour | Premier tour | Second tour | Second tour | Sièges |
| Parti          | Parti                                            | Voix         | %            | Voix        | %           | Sièges |
| -------------- | ------------------------------------------------ | ------------ | ------------ | ----------- | ----------- | ------ |
|                | Centre national des indépendants et paysans      | 21 450       | 5,83         | 1 649       | 0,54        | 0      |
|                | Union pour la nouvelle République                | 10 769       | 2,93         | 23 748      | 7,76        | 1      |
|                | Modérés                                          | 3 959        | 1,08         | Retrait     | Retrait     | 0      |
|                | Droite parlementaire                             | 36 178       | 9,83         | 25 397      | 8,30        | 1      |
|                |                                                  |              |              |             |             |        |
|                | Section française de l'Internationale ouvrière   | 129 267      | 35,13        | 133 574     | 43,67       | 6      |
|                | Parti communiste français                        | 116 933      | 31,77        | 110 501     | 36,12       | 0      |
|                | Parti républicain, radical et radical-socialiste | 43 781       | 11,90        | 29 759      | 9,73        | 1      |
|                | Mouvement républicain populaire                  | 17 361       | 4,72         | Retrait     | Retrait     | 0      |
|                | Centre réformateur républicain                   | 10 156       | 2,76         | Retrait     | Retrait     | 0      |
|                | Union des forces démocratiques                   | 7 169        | 1,95         | 6 673       | 2,18        | 0      |
|                | Union et fraternité française                    | 4 102        | 1,11         |             |             | 0      |
|                | Centre républicain                               | 3 062        | 0,83         | Retrait     | Retrait     | 0      |
|                |                                                  |              |              |             |             |        |
| Inscrits       | Inscrits                                         | 515 589      | 100,00       | 433 166     | 100,00      | 8      |
| Abstentions    | Abstentions                                      | 137 279      | 26,63        | 118 248     | 27,3        |        |
| Votants        | Votants                                          | 378 310      | 73,37        | 314 918     | 72,7        |        |
| Blancs et nuls | Blancs et nuls                                   | 10 301       | 2,72         | 9 014       | 2,86        |        |
| Exprimés       | Exprimés                                         | 368 009      | 97,28        | 305 904     | 97,14       |        |

## Lorraine
| Parti          | Parti                                            | Premier tour | Premier tour | Second tour | Second tour | Sièges |
| Parti          | Parti                                            | Voix         | %            | Voix        | %           | Sièges |
| -------------- | ------------------------------------------------ | ------------ | ------------ | ----------- | ----------- | ------ |
|                | Centre national des indépendants et paysans      | 178 369      | 20,88        | 108 113     | 16,69       | 4      |
|                | Union pour la nouvelle République                | 152 754      | 17,88        | 200 709     | 30,98       | 8      |
|                | Modérés                                          | 55 452       | 6,49         | 37 746      | 5,83        | 1      |
|                | Droite parlementaire                             | 386 575      | 45,25        | 346 568     | 53,50       | 13     |
|                |                                                  |              |              |             |             |        |
|                | Mouvement républicain populaire                  | 162 634      | 19,04        | 129 950     | 20,06       | 6      |
|                | Parti communiste français                        | 108 702      | 12,72        | 91 413      | 14,11       | 0      |
|                | Section française de l'Internationale ouvrière   | 78 893       | 9,23         | 178 369     | 20,88       | 0      |
|                | Centre républicain                               | 68 023       | 7,96         | 60 006      | 9,26        | 2      |
|                | Parti républicain, radical et radical-socialiste | 18 371       | 2,15         | 10 930      | 1,69        | 0      |
|                | Union des forces démocratiques                   | 13 715       | 1,61         | 1 698       | 0,26        | 0      |
|                | Union et fraternité française                    | 7 007        | 0,82         |             |             | 0      |
|                | Centre réformateur républicain                   | 6 112        | 0,72         | Retrait     | Retrait     | 0      |
|                | Radicaux centristes                              | 4 278        | 0,50         | Retrait     | Retrait     | 0      |
|                |                                                  |              |              |             |             |        |
| Inscrits       | Inscrits                                         | 1 139 934    | 100,00       | 875 374     | 100,00      | 21     |
| Abstentions    | Abstentions                                      | 252 829      | 22,18        | 210 983     | 24,1        |        |
| Votants        | Votants                                          | 887 105      | 77,82        | 664 391     | 75,9        |        |
| Blancs et nuls | Blancs et nuls                                   | 32 795       | 3,7          | 16 577      | 2,5         |        |
| Exprimés       | Exprimés                                         | 854 310      | 96,3         | 647 814     | 97,5        |        |

## Midi-Pyrénées
| Parti          | Parti                                            | Premier tour | Premier tour | Second tour | Second tour | Sièges |
| Parti          | Parti                                            | Voix         | %            | Voix        | %           | Sièges |
| -------------- | ------------------------------------------------ | ------------ | ------------ | ----------- | ----------- | ------ |
|                | Centre national des indépendants et paysans      | 127 877      | 13,52        | 103 815     | 11,48       | 5      |
|                | Union pour la nouvelle République                | 118 455      | 12,52        | 186 773     | 20,65       | 5      |
|                | Modérés                                          | 25 688       | 2,72         | 12 713      | 1,41        | 0      |
|                | Divers droite (gaulliste)                        | 3 683        | 0,39         | 3 107       | 0,34        | 0      |
|                | Droite parlementaire                             | 275 703      | 29,15        | 306 408     | 33,88       | 10     |
|                |                                                  |              |              |             |             |        |
|                | Section française de l'Internationale ouvrière   | 185 063      | 19,56        | 193 628     | 21,41       | 3      |
|                | Parti républicain, radical et radical-socialiste | 174 872      | 18,49        | 165 878     | 18,34       | 6      |
|                | Parti communiste français                        | 148 473      | 15,70        | 129 785     | 14,35       | 0      |
|                | Mouvement républicain populaire                  | 93 903       | 9,93         | 66 629      | 7,38        | 2      |
|                | Extrême droite                                   | 38 236       | 4,04         | 7 599       | 0,84        | 0      |
|                | Centre républicain                               | 12 827       | 1,36         | 21 841      | 2,41        | 1      |
|                | Centre réformateur républicain                   | 8 485        | 0,90         | 12 695      | 1,40        | 0      |
|                | Divers                                           | 4 319        | 0,46         |             |             | 0      |
|                | Radicaux centristes                              | 2 586        | 0,27         | 0           |             |        |
|                | Union des forces démocratiques                   | 1 482        | 0,16         | Retrait     | Retrait     | 0      |
|                |                                                  |              |              |             |             |        |
| Inscrits       | Inscrits                                         | 1 178 817    | 100,00       | 1 227 230   | 100,00      | 22     |
| Abstentions    | Abstentions                                      | 200 476      | 17,01        | 297 723     | 24,26       |        |
| Votants        | Votants                                          | 978 341      | 82,99        | 929 507     | 75,74       |        |
| Blancs et nuls | Blancs et nuls                                   | 32 392       | 3,31         | 25 044      | 2,69        |        |
| Exprimés       | Exprimés                                         | 945 949      | 96,69        | 904 463     | 97,31       |        |

## Nord-Pas-de-Calais
| Parti          | Parti                                            | Premier tour | Premier tour | Second tour | Second tour | Sièges |
| Parti          | Parti                                            | Voix         | %            | Voix        | %           | Sièges |
| -------------- | ------------------------------------------------ | ------------ | ------------ | ----------- | ----------- | ------ |
|                | Union pour la nouvelle République                | 321 092      | 19,07        | 433 211     | 25,74       | 16     |
|                | Centre national des indépendants et paysans      | 127 495      | 7,57         | 119 238     | 7,08        | 4      |
|                | Modérés                                          | 41 341       | 2,45         | 15 185      | 0,90        | 1      |
|                | Droite parlementaire                             | 489 928      | 29,09        | 567 634     | 33,73       | 21     |
|                |                                                  |              |              |             |             |        |
|                | Section française de l'Internationale ouvrière   | 515 995      | 30,64        | 545 958     | 32,44       | 12     |
|                | Parti communiste français                        | 384 729      | 22,84        | 362 027     | 21,51       | 0      |
|                | Mouvement républicain populaire                  | 225 928      | 13,42        | 183 008     | 10,87       | 4      |
|                | Extrême droite                                   | 19 941       | 1,18         | Retrait     | Retrait     | 0      |
|                | Centre républicain                               | 16 489       | 0,98         | 7 750       | 0,46        | 0      |
|                | Socialistes indépendants                         | 10 399       | 0,62         | 11 310      | 0,67        | 0      |
|                | Parti socialiste autonome                        | 7 977        | 0,47         | Retrait     | Retrait     | 0      |
|                | Centre réformateur républicain                   | 5 694        | 0,34         | 5 311       | 0,32        | 0      |
|                | Parti républicain, radical et radical-socialiste | 3 644        | 0,22         |             |             | 0      |
|                | Union des forces démocratiques                   | 3 418        | 0,20         | 0           |             |        |
|                |                                                  |              |              |             |             |        |
| Inscrits       | Inscrits                                         | 2 043 407    | 100,00       | 2 043 229   | 100,00      | 37     |
| Abstentions    | Abstentions                                      | 323 491      | 15,83        | 323 943     | 15,85       |        |
| Votants        | Votants                                          | 1 719 916    | 84,17        | 1 719 286   | 84,15       |        |
| Blancs et nuls | Blancs et nuls                                   | 35 774       | 2,08         | 36 288      | 2,11        |        |
| Exprimés       | Exprimés                                         | 1 684 142    | 97,92        | 1 682 998   | 97,89       |        |

## Basse-Normandie
| Parti          | Parti                                            | Premier tour | Premier tour | Second tour | Second tour | Sièges |
| Parti          | Parti                                            | Voix         | %            | Voix        | %           | Sièges |
| -------------- | ------------------------------------------------ | ------------ | ------------ | ----------- | ----------- | ------ |
|                | Centre national des indépendants et paysans      | 142 157      | 26,50        | 130 210     | 28,86       | 4      |
|                | Union pour la nouvelle République                | 126 866      | 23,65        | 104 515     | 23,16       | 6      |
|                | Modérés                                          | 41 628       | 7,76         | 35 545      | 7,88        | 0      |
|                | Droite parlementaire                             | 310 651      | 57,90        | 270 270     | 59,90       | 10     |
|                |                                                  |              |              |             |             |        |
|                | Mouvement républicain populaire                  | 59 942       | 11,17        | 52 663      | 11,67       | 1      |
|                | Section française de l'Internationale ouvrière   | 47 908       | 8,93         | 40 260      | 8,92        | 1      |
|                | Parti communiste français                        | 43 847       | 8,17         | 26 411      | 5,85        | 0      |
|                | Centre républicain                               | 28 014       | 5,22         | 39 308      | 8,71        | 1      |
|                | Extrême droite                                   | 24 960       | 4,65         | 17 979      | 3,98        | 0      |
|                | Parti républicain, radical et radical-socialiste | 14 624       | 2,73         | Retrait     | Retrait     | 0      |
|                | Union des forces démocratiques                   | 2 921        | 0,54         | 1 663       | 0,37        | 0      |
|                | UDSR                                             | 3 658        | 0,68         | 2 634       | 0,58        | 0      |
|                |                                                  |              |              |             |             |        |
| Inscrits       | Inscrits                                         | 709 719      | 100,00       | 616 359     | 100,00      | 13     |
| Abstentions    | Abstentions                                      | 155 696      | 21,94        | 152 146     | 24,68       |        |
| Votants        | Votants                                          | 554 023      | 78,06        | 464 213     | 75,32       |        |
| Blancs et nuls | Blancs et nuls                                   | 17 498       | 3,16         | 13 025      | 2,81        |        |
| Exprimés       | Exprimés                                         | 536 525      | 96,84        | 451 188     | 97,19       |        |

## Haute-Normandie
| Parti          | Parti                                            | Premier tour | Premier tour | Second tour | Second tour | Sièges |
| Parti          | Parti                                            | Voix         | %            | Voix        | %           | Sièges |
| -------------- | ------------------------------------------------ | ------------ | ------------ | ----------- | ----------- | ------ |
|                | Centre national des indépendants et paysans      | 125 246      | 21,12        | 158 281     | 29,26       | 6      |
|                | Union pour la nouvelle République                | 67 827       | 11,44        | 97 995      | 18,12       | 3      |
|                | Modérés                                          | 38 612       | 6,51         | 15 646      | 2,89        | 1      |
|                | Divers droite (gaulliste)                        | 7 200        | 1,21         | Retrait     | Retrait     | 0      |
|                | Droite parlementaire                             | 238 885      | 40,28        | 271 922     | 50,27       | 10     |
|                |                                                  |              |              |             |             |        |
|                | Parti communiste français                        | 119 018      | 20,07        | 131 711     | 24,37       | 1      |
|                | Section française de l'Internationale ouvrière   | 61 474       | 10,37        | 53 286      | 9,85        | 1      |
|                | Mouvement républicain populaire                  | 50 777       | 8,56         | 17 145      | 3,17        | 0      |
|                | Parti républicain, radical et radical-socialiste | 44 984       | 7,59         | 32 276      | 5,97        | 0      |
|                | Centre républicain                               | 34 654       | 5,84         | 30 888      | 5,71        | 2      |
|                | Union des forces démocratiques                   | 30 849       | 5,20         | 3 701       | 0,68        | 0      |
|                | Union et fraternité française                    | 9 127        | 1,54         |             |             | 0      |
|                | Radicaux centristes                              | 2 715        | 0,46         | Retrait     | Retrait     | 0      |
|                | Divers                                           | 534          | 0,09         |             |             | 0      |
|                |                                                  |              |              |             |             |        |
| Inscrits       | Inscrits                                         | 787 864      | 100,00       | 739 804     | 100,00      | 14     |
| Abstentions    | Abstentions                                      | 174 340      | 22,13        | 182 966     | 24,73       |        |
| Votants        | Votants                                          | 613 524      | 77,87        | 556 838     | 75,27       |        |
| Blancs et nuls | Blancs et nuls                                   | 20 507       | 3,34         | 15 909      | 2,86        |        |
| Exprimés       | Exprimés                                         | 593 017      | 96,66        | 540 929     | 97,14       |        |

## Pays de la Loire
| Parti          | Parti                                            | Premier tour | Premier tour | Second tour | Second tour | Sièges |
| Parti          | Parti                                            | Voix         | %            | Voix        | %           | Sièges |
| -------------- | ------------------------------------------------ | ------------ | ------------ | ----------- | ----------- | ------ |
|                | Centre national des indépendants et paysans      | 297 199      | 26,30        | 218 235     | 25,60       | 10     |
|                | Union pour la nouvelle République                | 183 655      | 16,25        | 230 640     | 27,06       | 10     |
|                | Modérés                                          | 96 709       | 8,56         | 33 284      | 3,90        | 0      |
|                | Divers droite (gaulliste)                        | 4 472        | 0,40         | Retrait     | Retrait     | 0      |
|                | Droite parlementaire                             | 582 035      | 51,51        | 482 159     | 56,56       | 20     |
|                |                                                  |              |              |             |             |        |
|                | Section française de l'Internationale ouvrière   | 100 083      | 8,86         | 46 195      | 5,42        | 0      |
|                | Mouvement républicain populaire                  | 203 162      | 17,98        | 156 805     | 18,39       | 5      |
|                | Parti communiste français                        | 105 040      | 9,30         | 80 054      | 9,39        | 0      |
|                | Extrême droite                                   | 60 664       | 5,37         | 6 545       | 0,77        | 0      |
|                | Centre républicain                               | 31 419       | 2,78         | 37 638      | 4,42        | 0      |
|                | Socialistes indépendants                         | 20 409       | 1,81         | 25 349      | 2,97        | 1      |
|                | Union des forces démocratiques                   | 4 671        | 0,41         | Retrait     | Retrait     | 0      |
|                | Parti républicain, radical et radical-socialiste | 11 311       | 1,00         |             |             | 0      |
|                | Radicaux centristes                              | 8 693        | 0,77         | 17 715      | 2,08        | 0      |
|                | Centre réformateur républicain                   | 2 477        | 0,22         | Retrait     | Retrait     | 0      |
|                |                                                  |              |              |             |             |        |
| Inscrits       | Inscrits                                         | 1 470 212    | 100,00       | 1 147 931   | 100,00      | 26     |
| Abstentions    | Abstentions                                      | 302 926      | 20,6         | 274 932     | 23,95       |        |
| Votants        | Votants                                          | 1 167 286    | 79,4         | 872 999     | 76,05       |        |
| Blancs et nuls | Blancs et nuls                                   | 37 322       | 3,2          | 20 539      | 2,35        |        |
| Exprimés       | Exprimés                                         | 1 129 964    | 96,8         | 852 460     | 97,65       |        |

## Picardie
| Parti          | Parti                                            | Premier tour | Premier tour | Second tour | Second tour | Sièges |
| Parti          | Parti                                            | Voix         | %            | Voix        | %           | Sièges |
| -------------- | ------------------------------------------------ | ------------ | ------------ | ----------- | ----------- | ------ |
|                | Union pour la nouvelle République                | 129 537      | 19,26        | 176 783     | 28,30       | 7      |
|                | Centre national des indépendants et paysans      | 65 292       | 9,71         | 96 913      | 15,51       | 4      |
|                | Modérés                                          | 37 040       | 5,51         | Retrait     | Retrait     | 0      |
|                | Divers droite (gaulliste)                        | 29 709       | 4,42         | 9 172       | 1,47        | 0      |
|                | Droite parlementaire                             | 261 578      | 38,88        | 282 868     | 45,28       | 11     |
|                |                                                  |              |              |             |             |        |
|                | Parti communiste français                        | 159 914      | 23,77        | 166 550     | 26,66       | 0      |
|                | Section française de l'Internationale ouvrière   | 141 503      | 21,03        | 93 096      | 14,90       | 1      |
|                | Parti républicain, radical et radical-socialiste | 66 229       | 9,84         | 62 049      | 9,93        | 2      |
|                | Centre républicain                               | 15 417       | 2,29         | 20 157      | 3,23        | 1      |
|                | Mouvement républicain populaire                  | 8 991        | 1,34         | Retrait     | Retrait     | 0      |
|                | Centre réformateur républicain                   | 7 289        | 1,08         | Retrait     | Retrait     | 0      |
|                | Union des forces démocratiques                   | 6 585        | 0,98         |             |             | 0      |
|                | Union et fraternité française                    | 4 269        | 0,63         | 0           |             |        |
|                | Divers                                           | 963          | 0,14         | 0           |             |        |
|                |                                                  |              |              |             |             |        |
| Inscrits       | Inscrits                                         | 846 883      | 100,00       | 790 898     | 100,00      | 15     |
| Abstentions    | Abstentions                                      | 153 335      | 18,11        | 147 327     | 18,63       |        |
| Votants        | Votants                                          | 693 548      | 81,89        | 643 571     | 81,37       |        |
| Blancs et nuls | Blancs et nuls                                   | 20 810       | 3            | 18 851      | 2,93        |        |
| Exprimés       | Exprimés                                         | 672 738      | 97           | 624 720     | 97,07       |        |

## Poitou-Charentes
| Parti          | Parti                                            | Premier tour | Premier tour | Second tour | Second tour | Sièges |
| Parti          | Parti                                            | Voix         | %            | Voix        | %           | Sièges |
| -------------- | ------------------------------------------------ | ------------ | ------------ | ----------- | ----------- | ------ |
|                | Union pour la nouvelle République                | 117 593      | 17,91        | 147 036     | 22,72       | 4      |
|                | Centre national des indépendants et paysans      | 124 406      | 18,95        | 173 597     | 26,82       | 6      |
|                | Modérés                                          | 50 788       | 7,74         | 29 363      | 4,54        | 1      |
|                | Droite parlementaire                             | 292 787      | 44,60        | 349 996     | 54,08       | 11     |
|                |                                                  |              |              |             |             |        |
|                | Parti communiste français                        | 101 025      | 15,39        | 107 026     | 16,54       | 0      |
|                | Mouvement républicain populaire                  | 76 869       | 11,71        | 65 283      | 10,09       | 1      |
|                | Parti républicain, radical et radical-socialiste | 70 825       | 10,79        | 53 906      | 8,33        | 1      |
|                | Section française de l'Internationale ouvrière   | 54 527       | 8,31         | 27 284      | 4,22        | 0      |
|                | Centre réformateur républicain                   | 24 128       | 3,68         | 41 781      | 6,46        | 1      |
|                | Union et fraternité française                    | 17 637       | 2,69         | 1 884       | 0,29        | 0      |
|                | Radicaux centristes                              | 7 240        | 1,10         | Retrait     | Retrait     | 0      |
|                | Rassemblement des gauches républicaines          | 7 034        | 1,07         | Retrait     | Retrait     | 0      |
|                | Centre républicain                               | 4 391        | 0,67         |             |             | 0      |
|                |                                                  |              |              |             |             |        |
| Inscrits       | Inscrits                                         | 899 979      | 100,00       | 899 419     | 100,00      | 14     |
| Abstentions    | Abstentions                                      | 224 375      | 24,93        | 237 844     | 26,44       |        |
| Votants        | Votants                                          | 675 604      | 75,07        | 661 575     | 73,56       |        |
| Blancs et nuls | Blancs et nuls                                   | 19 141       | 2,83         | 14 415      | 2,18        |        |
| Exprimés       | Exprimés                                         | 656 463      | 97,17        | 647 160     | 97,82       |        |

## Provence-Alpes-Côte d'Azur
| Parti          | Parti                                            | Premier tour | Premier tour | Second tour | Second tour | Sièges |
| Parti          | Parti                                            | Voix         | %            | Voix        | %           | Sièges |
| -------------- | ------------------------------------------------ | ------------ | ------------ | ----------- | ----------- | ------ |
|                | Union pour la nouvelle République                | 230 526      | 20,50        | 383 706     | 36,19       | 15     |
|                | Centre national des indépendants et paysans      | 80 731       | 7,18         | 59 965      | 5,66        | 3      |
|                | Modérés                                          | 41 715       | 3,71         | 24 149      | 2,28        | 1      |
|                | Droite parlementaire                             | 352 972      | 31,39        | 467 820     | 44,12       | 19     |
|                |                                                  |              |              |             |             |        |
|                | Parti communiste français                        | 273 819      | 24,35        | 282 746     | 26,67       | 2      |
|                | Section française de l'Internationale ouvrière   | 227 109      | 20,20        | 233 758     | 22,05       | 3      |
|                | Radicaux centristes                              | 71 113       | 6,32         | Retrait     | Retrait     | 2      |
|                | Centre républicain                               | 64 401       | 5,73         | 26 704      | 2,52        | 0      |
|                | Parti républicain, radical et radical-socialiste | 50 213       | 4,47         | 25 240      | 2,38        | 0      |
|                | Mouvement républicain populaire                  | 44 127       | 3,92         | 15 665      | 1,48        | 2      |
|                | Extrême droite                                   | 28 665       | 2,55         | Retrait     | Retrait     | 0      |
|                | UDSR                                             | 7 143        | 0,64         | 8 287       | 0,78        | 0      |
|                | Centre réformateur républicain                   | 2 370        | 0,21         | Retrait     | Retrait     | 0      |
|                | Union des forces démocratiques                   | 1 988        | 0,18         |             |             | 0      |
|                | Divers                                           | 623          | 0,06         | 0           |             |        |
|                |                                                  |              |              |             |             |        |
| Inscrits       | Inscrits                                         | 1 541 588    | 100,00       | 1 435 888   | 100,00      | 28     |
| Abstentions    | Abstentions                                      | 389 656      | 25,28        | 352 635     | 24,56       |        |
| Votants        | Votants                                          | 1 151 932    | 74,72        | 1 083 253   | 75,44       |        |
| Blancs et nuls | Blancs et nuls                                   | 27 389       | 2,38         | 23 033      | 2,13        |        |
| Exprimés       | Exprimés                                         | 1 124 543    | 97,62        | 1 060 220   | 97,87       |        |

## Rhône-Alpes
| Parti          | Parti                                            | Premier tour | Premier tour | Second tour | Second tour | Sièges |
| Parti          | Parti                                            | Voix         | %            | Voix        | %           | Sièges |
| -------------- | ------------------------------------------------ | ------------ | ------------ | ----------- | ----------- | ------ |
|                | Centre national des indépendants et paysans      | 355 483      | 21,84        | 314 834     | 22,50       | 17     |
|                | Union pour la nouvelle République                | 201 294      | 12,36        | 264 081     | 18,87       | 8      |
|                | Modérés                                          | 84 568       | 5,19         | 49 218      | 3,52        | 1      |
|                | Divers droite (gaulliste)                        | 1 498        | 0,09         |             |             | 0      |
|                | Droite parlementaire                             | 642 843      | 39,49        | 628 133     | 44,88       | 26     |
|                |                                                  |              |              |             |             |        |
|                | Parti communiste français                        | 287 087      | 17,63        | 247 389     | 17,68       | 0      |
|                | Mouvement républicain populaire                  | 202 146      | 12,42        | 184 752     | 13,20       | 8      |
|                | Section française de l'Internationale ouvrière   | 199 580      | 12,26        | 113 409     | 8,10        | 2      |
|                | Parti républicain, radical et radical-socialiste | 162 866      | 10,00        | 148 707     | 10,63       | 1      |
|                | Extrême droite                                   | 39 129       | 2,40         | Retrait     | Retrait     | 0      |
|                | Centre républicain                               | 34 518       | 2,12         | 27 070      | 1,93        | 0      |
|                | UDSR                                             | 34 324       | 2,11         | 40 282      | 2,88        | 2      |
|                | Union des forces démocratiques                   | 15 437       | 0,95         | 9 685       | 0,69        | 0      |
|                | Divers                                           | 10 075       | 0,62         | 23          | 0,00        | 0      |
|                |                                                  |              |              |             |             |        |
| Inscrits       | Inscrits                                         | 2 268 054    | 100,00       | 1 991 456   | 100,00      | 39     |
| Abstentions    | Abstentions                                      | 609 317      | 26,87        | 559 743     | 28,11       |        |
| Votants        | Votants                                          | 1 658 737    | 73,13        | 1 431 713   | 71,89       |        |
| Blancs et nuls | Blancs et nuls                                   | 30 732       | 1,85         | 32 263      | 2,25        |        |
| Exprimés       | Exprimés                                         | 1 628 005    | 98,15        | 1 399 450   | 97,75       |        |

## Algérie française

### Première circonscription
| |                                                                                    |        |       |  |  |
| Liste Algérie Française | 1.Pierre Lagaillarde 2.Mourad Kaouah 3.René Vinciguerra 4.Ahmed Djebbour           | 47 527 | 37,37 |  |  |
| Union Nationale pour l'Intégration et le Renouveau                                                                                   | 1. Auguste Arnould 2. Maurice Mouchan 3. Désiré Zentar 4. Azaouadou Abtroun        | 40 807 | 32,09 |  |  |
| Liste de Fraternité, de Concorde et de Paix                                                                                          | 1. W. Goeau-Brissonnière 2. Ahmed Khorsi 3. Marcel Belaiche 4. Abderrahmane Zizine | 25 437 | 20,00 |  |  |
| Liste du Peuple, Union et Fraternité                                                                                                 | 1. R. Laquière 2. Hamed Bensouna M' 3. E. Baldo 4. Hamed Zerouki M'                | 13 403 | 10,54 |  |  |
| |                                                                                    |        |       |  |  |
| Inscrits | 217 948                                                                            | 100,00 | 4     |  |  |
| Abstentions | 89 345                                                                             | 40,99  |       |  |  |
| Votants | 128 603                                                                            | 59,01  |       |  |  |
| Blancs et nuls | 1 429                                                                              | 1,11   |       |  |  |
| Exprimés | 127 174                                                                            | 98,89  |       |  |  |
| Source : France, Ministère de l'intérieur. Les Elections législatives . Métropole., la Documentation française, 1960 (lire en ligne) |                                                                                    |        |       |  |  |

### Deuxième circonscription
| |                                                                             |        |       |  |  |
| Liste d'action pour l'Algérie Française et la Promotion Musulmane par l'Intégration                                                  | 1.Nafissa Sid Cara 2.Robert Abdesselam 3.Marc Lauriol 4.Philippe Marçais    | 61 860 | 31,83 |  |  |
| Union Nationale pour l'Intégration et le Renouveau                                                                                   | 1. Mohammed Bouharaoua 2. Francois Fabre 3. Roger Muller 4. Mohamed Saraoui | 60 276 | 31,01 |  |  |
| Liste d'Union pour la Paix Francaise, la Fraternité l'Intégration et la Rénovation Nationale                                         | 1. Léonard Jamilloux 2. Akli Abbad 3. Abboud Menia 4. Paul Fiel             | 36 041 | 18,54 |  |  |
| Liste d'Union pour le Renouveau National et l'Intégration sans compromission dans l'esprit véritable du 13 mai                       | 1. Gérard Faivre 2. Mahdi Saci 3. Claude Laquière 4. Roudoci Omar           | 34 994 | 18,00 |  |  |
| |                                                                             |        |       |  |  |
| Inscrits | 311 038                                                                     | 100,00 | 4     |  |  |
| Abstentions | 98 970                                                                      | 31,82  |       |  |  |
| Votants | 212 068                                                                     | 68,18  |       |  |  |
| Blancs et nuls | 17 709                                                                      | 8,35   |       |  |  |
| Exprimés | 194 359                                                                     | 91,65  |       |  |  |
| Source : France, Ministère de l'intérieur. Les Elections législatives . Métropole., la Documentation française, 1960 (lire en ligne) |                                                                             |        |       |  |  |

### Troisième circonscription
| |                                                                    |        |       |  |  |
| Liste de Fraternité Nationale | 1.Ali Guettaf 2.Mohamed Laradji 3.Louis Marquaire                  | 78 352 | 79,89 |  |  |
| Liste d'Intégration et de Renouveau National                                                                                         | 1. Jean Piloy 2. AbdelKader Djadoun 3. Kaddour Ben Youssef Ouargui | 19 725 | 20,11 |  |  |
| |                                                                    |        |       |  |  |
| Inscrits | 146 217                                                            | 100,00 | 3     |  |  |
| Abstentions | 42 087                                                             | 28,78  |       |  |  |
| Votants | 104 130                                                            | 71,22  |       |  |  |
| Blancs et nuls | 6 053                                                              | 5,81   |       |  |  |
| Exprimés | 98 077                                                             | 94,19  |       |  |  |
| Source : France, Ministère de l'intérieur. Les Elections législatives . Métropole., la Documentation française, 1960 (lire en ligne) |                                                                    |        |       |  |  |

### Quatrième circonscription
| |                                                                            |         |       |  |  |
| Liste d'Union pour la Sauvegarde et le Renouveau de l'Algérie Francaise                                                              | 1.Khaddour Messaoudi 2.Pierre Vignau 3.Makhlouf Gahlam 4.Benalia Benelkadi | 128 045 | 73,75 |  |  |
| Liste de Fraternité et d'Action pour la Paix en Algérie                                                                              | 1. Joseph Rostoll 2. Bachir Ben Cherif 3. Nefa Nadji Mekki 4. Amar Chergui | 45 583  | 26,25 |  |  |
| |                                                                            |         |       |  |  |
| Inscrits | 305 304                                                                    | 100,00  | 4     |  |  |
| Abstentions | 126 845                                                                    | 41,55   |       |  |  |
| Votants | 178 459                                                                    | 58,45   |       |  |  |
| Blancs et nuls | 4 831                                                                      | 2,71    |       |  |  |
| Exprimés | 173 628                                                                    | 97,29   |       |  |  |
| Source : France, Ministère de l'intérieur. Les Elections législatives . Métropole., la Documentation française, 1960 (lire en ligne) |                                                                            |         |       |  |  |

### Cinquième circonscription
| |                                                                     |         |        |  |  |
| C.S.P. Intégration | 1.Saïd Boualam 2.Étienne Arnulf 3.Mohamed Agha-mir 4.Mohamed Baouya | 175 946 | 100,00 |  |  |
| |                                                                     |         |        |  |  |
| Inscrits | 271 642                                                             | 100,00  | 4      |  |  |
| Abstentions | 77 772                                                              | 28,63   |        |  |  |
| Votants | 193 870                                                             | 71,37   |        |  |  |
| Blancs et nuls | 2 902                                                               | 1,5     |        |  |  |
| Exprimés | 190 968                                                             | 98,5    |        |  |  |
| Source : France, Ministère de l'intérieur. Les Elections législatives . Métropole., la Documentation française, 1960 (lire en ligne) |                                                                     |         |        |  |  |

### Sixième circonscription
| |                                                                            |         |        |  |  |
| Liste d'Union pour le Renouveau d'une plus Grande France                                                                             | 1.Henri Colonna 2.Ouali Azem 3.Ali Saadi 4.Ahcène Ioualalen 5.Sadok Khorsi | 144 091 | 100,00 |  |  |
| |                                                                            |         |        |  |  |
| Inscrits | 268 962                                                                    | 100,00  | 5      |  |  |
| Abstentions | 112 204                                                                    | 41,72   |        |  |  |
| Votants | 156 758                                                                    | 58,28   |        |  |  |
| Blancs et nuls | 3 207                                                                      | 2,05    |        |  |  |
| Exprimés | 153 551                                                                    | 97,95   |        |  |  |
| Source : France, Ministère de l'intérieur. Les Elections législatives . Métropole., la Documentation française, 1960 (lire en ligne) |                                                                            |         |        |  |  |

### Septième circonscription
| |                                                                  |        |       |  |  |
| Liste d'Union pour la nouvelle République                                                                                            | 1.Henri Fouques-Duparc 2.René Mekki 3.François Lopez             | 48 466 | 40,92 |  |  |
| Liste d'Union pour le Renouveau de l'Algérie Francaise                                                                               | 1. Roger Miquel 2. Roger Bonnecaze-Lasserre 3. Mahieddine Rabiah | 47 975 | 40,51 |  |  |
| Liste d'Union Démocratique et de Fraternité algérienne                                                                               | 1. Maurice Rabbier 2. Kaddour Mecheri 3. Alexandre Amouyal       | 17 330 | 14,63 |  |  |
| Liste Indépendante pour l'Unité Francaise                                                                                            | 1. Francois Quilici 2. José Berenguer 3. Djelloul Ben Bahous     | 4 667  | 3,94  |  |  |
| |                                                                  |        |       |  |  |
| Inscrits | 174 327                                                          | 100,00 | 3     |  |  |
| Abstentions | 48 755                                                           | 27,97  |       |  |  |
| Votants | 125 572                                                          | 72,03  |       |  |  |
| Blancs et nuls | 7 134                                                            | 5,68   |       |  |  |
| Exprimés | 118 438                                                          | 94,32  |       |  |  |
| Source : France, Ministère de l'intérieur. Les Elections législatives . Métropole., la Documentation française, 1960 (lire en ligne) |                                                                  |        |       |  |  |

### Huitième circonscription
| |                                                                                |         |       |  |  |
| Liste pour le Renouveau de l'Algérie Francaise                                                                                       | 1.Chérif Sid Cara 2.Pierre Laffont 3.Mohamed-Kébir Békri 4.Djelloul Berrouaïne | 194 769 | 84,35 |  |  |
| Liste d'Union Réublicaine | 1. Belarbi Benkadda 2. Albert Parrès 3. Mohamed Amara Mekki 4. Ghalem Tires    | 36 148  | 15,65 |  |  |
| |                                                                                |         |       |  |  |
| Inscrits | 314 335                                                                        | 100,00  | 4     |  |  |
| Abstentions | 76 059                                                                         | 24,2    |       |  |  |
| Votants | 238 276                                                                        | 75,8    |       |  |  |
| Blancs et nuls | 7 359                                                                          | 3,09    |       |  |  |
| Exprimés | 230 917                                                                        | 96,91   |       |  |  |
| Source : France, Ministère de l'intérieur. Les Elections législatives . Métropole., la Documentation française, 1960 (lire en ligne) |                                                                                |         |       |  |  |

### Neuvième circonscription
| |                                                                                       |        |       |  |  |
| Liste de Rénovation Républicaine pour le Progrès Social et Economique                                                                | 1.Slimane Belabed 2.Yvon Grasset 3.Abbès Moulessehoul                                 | 48 514 | 49,38 |  |  |
| Liste d'Union Francaise | 1. Bel Abbas Boukhari 2. Léopold Sicard 3. Aissa Chikhi                               | 27 441 | 27,93 |  |  |
| Liste d'Action Socialiste | 1. Kadar Bekadar Benaissa 2. Gabriel Gonzales 3. Mohammed Ould Bensallem Mohammedi    | 15 892 | 16,17 |  |  |
| Liste de Réconciliation et de Rénovation Nationale et Sociale                                                                        | 1. Jean-Paul Gerbaud 2. Mohammed Ould Ghouti Bestaoui 3. Slimane Ould Mohammed Baraki | 6 407  | 6,52  |  |  |
| |                                                                                       |        |       |  |  |
| Inscrits | 152 142                                                                               | 100,00 | 3     |  |  |
| Abstentions | 50 575                                                                                | 33,24  |       |  |  |
| Votants | 101 567                                                                               | 66,76  |       |  |  |
| Blancs et nuls | 3 313                                                                                 | 3,26   |       |  |  |
| Exprimés | 98 254                                                                                | 96,74  |       |  |  |
| Source : France, Ministère de l'intérieur. Les Elections législatives . Métropole., la Documentation française, 1960 (lire en ligne) |                                                                                       |        |       |  |  |

### Dixième circonscription
| |                                            |        |       |  |  |
| Liste de la Rénovation | 1.Pierre Puech-Samson 2.Mustapha Deramchi  | 71 119 | 88,05 |  |  |
| Liste d'Action Populaire pour le Salut de l'Algérie Française                                                                        | 1. Roger de Saivre 2. Abdelkader Besseghir | 9 649  | 11,95 |  |  |
| |                                            |        |       |  |  |
| Inscrits | 108 923                                    | 100,00 | 2     |  |  |
| Abstentions | 26 147                                     | 24,01  |       |  |  |
| Votants | 82 776                                     | 75,99  |       |  |  |
| Blancs et nuls | 2 008                                      | 2,43   |       |  |  |
| Exprimés | 80 768                                     | 97,57  |       |  |  |
| Source : France, Ministère de l'intérieur. Les Elections législatives . Métropole., la Documentation française, 1960 (lire en ligne) |                                            |        |       |  |  |

### Onzième circonscription
| |                                                                                   |        |       |  |  |
| Liste de la Rénovation | 1.Armand Legroux 2.Kheira Bouabsa 3.Cheikh Benssedick 4.Mohamed-Tahar Zeghouf     | 62 624 | 48,51 |  |  |
| Liste pour le Renouveau de l'Algérie Française dans l'Union et la Paix                                                               | 1. Fernand Male 2. M'Hamed Kheirat 3. Djillali 4. M'Hamed Ougouag                 | 59 918 | 46,41 |  |  |
| Liste pour le Renouveau de l'Algérie Française Fraternelle                                                                           | 1. Ainouna Sahali 2. Maurice Candas 3. Mostefa Moumen 4. Mohamed Said el Haoucine | 6 563  | 5,08  |  |  |
| |                                                                                   |        |       |  |  |
| Inscrits | 183 765                                                                           | 100,00 | 4     |  |  |
| Abstentions | 51 193                                                                            | 27,86  |       |  |  |
| Votants | 132 572                                                                           | 72,14  |       |  |  |
| Blancs et nuls | 3 467                                                                             | 2,62   |       |  |  |
| Exprimés | 129 105                                                                           | 97,38  |       |  |  |
| Source : France, Ministère de l'intérieur. Les Elections législatives . Métropole., la Documentation française, 1960 (lire en ligne) |                                                                                   |        |       |  |  |

### Douzième circonscription
| |                                                      |         |        |  |  |
| Liste d'Union pour la défense de l'Algérie Francaise                                                                                 | 1.Xavier Salado 2.Djillali Kaddari 3.Berrezoug Saïdi | 129 795 | 100,00 |  |  |
| |                                                      |         |        |  |  |
| Inscrits | 172 957                                              | 100,00  | 3      |  |  |
| Abstentions | 39 980                                               | 23,12   |        |  |  |
| Votants | 132 977                                              | 76,88   |        |  |  |
| Blancs et nuls | 390                                                  | 0,29    |        |  |  |
| Exprimés | 132 587                                              | 99,71   |        |  |  |
| Source : France, Ministère de l'intérieur. Les Elections législatives . Métropole., la Documentation française, 1960 (lire en ligne) |                                                      |         |        |  |  |

### Treizième circonscription
| |                                                                                  |        |       |  |  |
| Liste du Comité de Salut Public | 1.Abdelmadjid Benhacine 2.Hachemi Boudjedir 3.Belaïd Bouhadjera 4.Edme Canat     | 57 289 | 44,37 |  |  |
| Liste Républicaine de Concorde et d'Action Sociale pour la Promotion d'une Fraternelle Civilisation                                  | 1. Phillippe Delatte 2. Ahmed Bentchicou 3. Abdelaziz Lakhdari 4. Ahmed Boudjadi | 49 123 | 38,05 |  |  |
| Liste d'Union Franco Musulmane | 1. Abdellah Belkhiri 2. Slimane Zellagui 3. Jules Valle 4. Abdelkader Khattabi   | 36 050 | 27,92 |  |  |
| Liste d'Union Républicaine Démocratique et Socialiste                                                                                | 1. Dernand Manchon 2. Derradji Saoula 3. Khodja Abdellah 4. Ali Boumerdas        | 20 031 | 15,51 |  |  |
| |                                                                                  |        |       |  |  |
| Inscrits | 183 765                                                                          | 100,00 | 4     |  |  |
| Abstentions | 51 193                                                                           | 27,86  |       |  |  |
| Votants | 132 572                                                                          | 72,14  |       |  |  |
| Blancs et nuls | 3 467                                                                            | 2,62   |       |  |  |
| Exprimés | 129 105                                                                          | 97,38  |       |  |  |
| Source : France, Ministère de l'intérieur. Les Elections législatives . Métropole., la Documentation française, 1960 (lire en ligne) |                                                                                  |        |       |  |  |

### Quatorzième circonscription
| |                                                                            |        |       |  |  |
| Liste d'Union pour la Paix et le Programme de Constantine                                                                            | 1.Mohamed Bedredine 2.Léopold Morel 3.Mohamed Boulsane 4.Mohamed Barboucha | 63 294 | 52,96 |  |  |
| Liste Algérie Francaise | 1. Suzanne Rouquette 2. Said Braci 3. Saad Arioua 4. Ibrahim Temmim        | 56 221 | 47,04 |  |  |
| |                                                                            |        |       |  |  |
| Inscrits | 225 854                                                                    | 100,00 | 4     |  |  |
| Abstentions | 99 498                                                                     | 44,05  |       |  |  |
| Votants | 126 356                                                                    | 55,95  |       |  |  |
| Blancs et nuls | 6 841                                                                      | 5,41   |       |  |  |
| Exprimés | 119 515                                                                    | 94,59  |       |  |  |
| Source : France, Ministère de l'intérieur. Les Elections législatives . Métropole., la Documentation française, 1960 (lire en ligne) |                                                                            |        |       |  |  |

### Quinzième circonscription
| |                                                                                      |        |       |  |  |
| Liste d'Union pour la Nouvelle République, Comité de Salut Public                                                                    | 1.Ali Mallem 2.Dominique Renucci 3.Brahim Sahnouni 4.Noureddine Hassani              | 98 072 | 71,12 |  |  |
| Liste Républicaine d'Union des Communautés                                                                                           | 1. Mohamed Lakhdari 2. Mohamed El Mokhtat Bendib 3. Mostepha Dakhia 4. Alfred Malpel | 39 892 | 28,93 |  |  |
| |                                                                                      |        |       |  |  |
| Inscrits | 242 198                                                                              | 100,00 | 4     |  |  |
| Abstentions | 100 039                                                                              | 41,3   |       |  |  |
| Votants | 142 159                                                                              | 58,7   |       |  |  |
| Blancs et nuls | 4 255                                                                                | 2,99   |       |  |  |
| Exprimés | 137 904                                                                              | 97,01  |       |  |  |
| Source : France, Ministère de l'intérieur. Les Elections législatives . Métropole., la Documentation française, 1960 (lire en ligne) |                                                                                      |        |       |  |  |

### Seizième circonscription
| |                                                                                 |         |       |  |  |
| Liste de Fraternité, Progrès, Rénovation                                                                                             | 1.Pierre Portolano 2.Abdallah Tebib 3.Abdelbaki Chibi 4.Mohammed Djouini        | 108 169 | 57,97 |  |  |
| Liste d'Union Républicaine | 1. Smail Lakhdari 2. André Fadda 3. Chaouch Ahmed 4. Mohammed Boudjira          | 32 377  | 17,35 |  |  |
| Liste d'Union des Socialistes et des Démocrates pour la Fraternité en Algérie                                                        | 1. Raoul Borra 2. Abdelkader Meknassi 3. Ahmed Samar 4. Mohammed Yaghla         | 21 350  | 11,44 |  |  |
| Liste d'Union pour l'Algérie Française                                                                                               | 1. Robert Amante 2. Mohammed Missi Zine 3. Mohammed Nouard 4. Mohammed Menasria | 12 766  | 6,84  |  |  |
| Liste d'Union pour la Fraternité, La Justice et le Travail                                                                           | 1. Mahmoud Bousebi 2. Jacques Floirat 3. Mohammed Maizi 4. Mahmoud Moghli       | 11 918  | 6,39  |  |  |
| |                                                                                 |         |       |  |  |
| Inscrits | 295 644                                                                         | 100,00  | 4     |  |  |
| Abstentions | 99 429                                                                          | 33,63   |       |  |  |
| Votants | 196 215                                                                         | 66,37   |       |  |  |
| Blancs et nuls | 9 635                                                                           | 4,91    |       |  |  |
| Exprimés | 186 580                                                                         | 95,09   |       |  |  |
| Source : France, Ministère de l'intérieur. Les Elections législatives . Métropole., la Documentation française, 1960 (lire en ligne) |                                                                                 |         |       |  |  |

### Dix-septième circonscription
| |                                                                            |        |       |  |  |
| Liste de Défense Républicaine et d'Action Sociale                                                                                    | 1.William Widenlocher 2.Rebiha Khebtani 3.Khelil Benhalla 4.Ali Bendjelida | 63 975 | 51,82 |  |  |
| Liste d'Union pour l'Algérie Nouvelle                                                                                                | 1. Youcef Barkat 2. Brahim Djacta 3. Roger Renard 4. Yanya Hamoud          | 59 480 | 48,18 |  |  |
| |                                                                            |        |       |  |  |
| Inscrits | 249 466                                                                    | 100,00 | 4     |  |  |
| Abstentions | 120 414                                                                    | 48,27  |       |  |  |
| Votants | 129 052                                                                    | 51,73  |       |  |  |
| Blancs et nuls | 5 597                                                                      | 4,34   |       |  |  |
| Exprimés | 123 455                                                                    | 95,66  |       |  |  |
| Source : France, Ministère de l'intérieur. Les Elections législatives . Métropole., la Documentation française, 1960 (lire en ligne) |                                                                            |        |       |  |  |

### Dix-huitième circonscription
| |                                                                       |        |       |  |  |
| Liste pour l'Organisation des Centres de Salut public                                                                                | 1.Maurice Molinet 2.Ahmed Boutalbi 3.Mohamed Ihaddaden 4.Hafid Maloum | 87 578 | 75,72 |  |  |
| Liste de Fraternité Algérienne | 1. César Comolli 2. Boudjéniline 3. Mohamed Guerdoud 4. Amar Kaci     | 28 012 | 24,23 |  |  |
| |                                                                       |        |       |  |  |
| Inscrits | 214 849                                                               | 100,00 | 4     |  |  |
| Abstentions | 97 419                                                                | 45,34  |       |  |  |
| Votants | 117 430                                                               | 54,66  |       |  |  |
| Blancs et nuls | 1 840                                                                 | 1,57   |       |  |  |
| Exprimés | 115 590                                                               | 98,43  |       |  |  |
| Source : France, Ministère de l'intérieur. Les Elections législatives . Métropole., la Documentation française, 1960 (lire en ligne) |                                                                       |        |       |  |  |

## Guadeloupe
| Parti          | Parti                                            | Premier tour | Premier tour | Second tour | Second tour | Sièges |
| Parti          | Parti                                            | Voix         | %            | Voix        | %           | Sièges |
| -------------- | ------------------------------------------------ | ------------ | ------------ | ----------- | ----------- | ------ |
|                | Républicains sociaux                             | 17 257       | 25,38        | 17 659      | 23,61       | 1      |
|                | Centre national des indépendants et paysans      | 8 284        | 12,18        | 10 620      | 14,20       | 1      |
|                | Droite parlementaire                             | 25 541       | 37,56        | 28 279      | 37,81       | 2      |
|                |                                                  |              |              |             |             |        |
|                | Parti communiste guadeloupéen                    | 20 525       | 30,19        | 26 841      | 35,89       | 0      |
|                | Section française de l'Internationale ouvrière   | 9 446        | 13,89        | 6 668       | 8,92        | 0      |
|                | Divers gauche                                    | 9 093        | 13,37        | 13 001      | 17,38       | 1      |
|                | Parti républicain, radical et radical-socialiste | 3 374        | 4,96         | Retrait     | Retrait     | 0      |
|                | Divers                                           | 18           | 0,03         |             |             | 0      |
|                |                                                  |              |              |             |             |        |
| Inscrits       | Inscrits                                         | 108 545      | 100,00       | 108 547     | 100,00      | 3      |
| Abstentions    | Abstentions                                      | 39 482       | 36,37        | 33 099      | 30,49       |        |
| Votants        | Votants                                          | 69 063       | 63,63        | 75 448      | 69,51       |        |
| Blancs et nuls | Blancs et nuls                                   | 1 066        | 1,54         | 659         | 0,87        |        |
| Exprimés       | Exprimés                                         | 67 997       | 98,46        | 74 789      | 99,13       |        |

## Guyane
| Parti          | Parti                     | Premier tour | Premier tour | Second tour | Second tour | Siège |
| Parti          | Parti                     | Voix         | %            | Voix        | %           | Siège |
| -------------- | ------------------------- | ------------ | ------------ | ----------- | ----------- | ----- |
|                | Divers droite             | 2 702        | 30,38        | 2 688       | 28,91       | 0     |
|                | Droite parlementaire      | 2 702        | 30,38        | 2 688       | 28,91       | 0     |
|                |                           |              |              |             |             |       |
|                | Parti socialiste guyanais | 3 485        | 42,76        | 3 803       | 40,90       | 1     |
|                | Divers gauche             | 2 707        | 30,44        | 2 808       | 30,20       | 0     |
|                |                           |              |              |             |             |       |
| Inscrits       | Inscrits                  | 12 497       | 100,00       | 12 530      | 100,00      | 1     |
| Abstentions    | Abstentions               | 3 434        | 27,48        | 3 146       | 25,11       |       |
| Votants        | Votants                   | 9 063        | 72,52        | 9 384       | 74,89       |       |
| Blancs et nuls | Blancs et nuls            | 169          | 1,86         | 85          | 0,91        |       |
| Exprimés       | Exprimés                  | 8 894        | 98,14        | 9 299       | 99,09       |       |

## Martinique
| Parti          | Parti                                            | Premier tour | Premier tour | Second tour | Second tour | Sièges |
| Parti          | Parti                                            | Voix         | %            | Voix        | %           | Sièges |
| -------------- | ------------------------------------------------ | ------------ | ------------ | ----------- | ----------- | ------ |
|                | Parti progressiste martiniquais                  | 22 483       | 39,42        | 7 411       | 17,53       | 1      |
|                | Section française de l'Internationale ouvrière   | 14 735       | 25,84        | 17 001      | 40,24       | 1      |
|                | Parti communiste martiniquais                    | 11 338       | 19,88        | 8 862       | 20,97       | 0      |
|                | Parti républicain, radical et radical-socialiste | 5 531        | 9,70         | 8 980       | 21,25       | 1      |
|                | Divers gauche                                    | 2 942        | 5,16         | Retrait     | Retrait     | 0      |
|                |                                                  |              |              |             |             |        |
| Inscrits       | Inscrits                                         | 132 642      | 100,00       | 82 424      | 100,00      | 3      |
| Abstentions    | Abstentions                                      | 73 462       | 55,38        | 39 246      | 47,61       |        |
| Votants        | Votants                                          | 59 180       | 44,62        | 43 178      | 52,39       |        |
| Blancs et nuls | Blancs et nuls                                   | 2 151        | 3,63         | 924         | 2,14        |        |
| Exprimés       | Exprimés                                         | 57 029       | 96,37        | 42 254      | 97,86       |        |

## La Réunion
| Parti          | Parti                                          | Premier tour | Premier tour | Second tour | Second tour | Sièges |
| Parti          | Parti                                          | Voix         | %            | Voix        | %           | Sièges |
| -------------- | ---------------------------------------------- | ------------ | ------------ | ----------- | ----------- | ------ |
|                | Union pour la nouvelle République              | 23 595       | 25,35        |             |             | 1      |
|                | Modérés                                        | 12 816       | 13,77        | 18 916      | 69,26       | 1      |
|                | Droite parlementaire                           | 36 411       | 39,12        | 18 916      | 69,26       | 2      |
|                |                                                |              |              |             |             |        |
|                | Divers                                         | 21 559       | 23,16        |             |             | 1      |
|                | Parti communiste réunionnais                   | 21 524       | 23,12        | 8 396       | 30,74       | 0      |
|                | Mouvement républicain populaire                | 10 787       | 11,59        |             |             | 0      |
|                | Section française de l'Internationale ouvrière | 2 800        | 3,01         | 0           |             |        |
|                |                                                |              |              |             |             |        |
| Inscrits       | Inscrits                                       | 134 398      | 100,00       | 46 123      | 100,00      | 3      |
| Abstentions    | Abstentions                                    | 39 642       | 29,5         | 18 352      | 39,79       |        |
| Votants        | Votants                                        | 94 756       | 70,5         | 27 771      | 60,21       |        |
| Blancs et nuls | Blancs et nuls                                 | 1 675        | 1,77         | 459         | 1,65        |        |
| Exprimés       | Exprimés                                       | 93 081       | 98,23        | 27 312      | 98,35       |        |

## Côte des Somalis
| | Hassan Gouled Aptidon élu | UNR            | 5 906  | 50,49  |  |  |  |
| | Houmed Aboubakah Houmed   | Sans étiquette | 5 027  | 42,98  |  |  |  |
| | Hassan Djama Abdourhaman  | Sans étiquette | 764    | 6,53   |  |  |  |
| |                           |                |        |        |  |  |  |
| Inscrits | Inscrits                  | Inscrits       | 21 299 | 100,00 |  |  |  |
| Abstentions | Abstentions               | Abstentions    | 9 304  | 43,68  |  |  |  |
| Votants | Votants                   | Votants        | 11 995 | 56,32  |  |  |  |
| Blancs et nuls | Blancs et nuls            | Blancs et nuls | 298    | 2,48   |  |  |  |
| Exprimés | Exprimés                  | Exprimés       | 11 697 | 97,52  |  |  |  |
| Source : France, ministère de l'Intérieur. Les élections législatives. Métropole., la Documentation française, 1963 (lire en ligne) |                           |                |        |        |  |  |  |

## Oasis

### Résultats  par circonscription
| |                                                         |         |        |  |  |
| Liste Union et défense des intérêts des départements sahariens                                                                       | 1.Hamza Al-Sid-Boubakeur 2.Marcel Deviq 3.Mohamed Boudi | 125 733 | 100,00 |  |  |
| |                                                         |         |        |  |  |
| Inscrits | 186 455                                                 | 100,00  | 3      |  |  |
| Abstentions | 50 506                                                  | 27,09   |        |  |  |
| Votants | 135 949                                                 | 72,91   |        |  |  |
| Blancs et nuls | 10 216                                                  | 7,51    |        |  |  |
| Exprimés | 125 733                                                 | 92,49   |        |  |  |
| Source : France, Ministère de l'intérieur. Les Elections législatives . Métropole., la Documentation française, 1960 (lire en ligne) |                                                         |         |        |  |  |

## La Saoura

### Résultats  par circonscription
| | André Pigeot élu   | Sans étiquette | 55 920 | 87,26  |  |  |  |
| | Jean Mozziconaci   | Sans étiquette | 4 418  | 6,89   |  |  |  |
| | Jean-Marie Braizat | Sans étiquette | 3 743  | 5,84   |  |  |  |
| | Georges Beuchard   | Sans étiquette | 0      | 0      |  |  |  |
| |                    |                |        |        |  |  |  |
| Inscrits | Inscrits           | Inscrits       | 77 290 | 100,00 |  |  |  |
| Abstentions | Abstentions        | Abstentions    | 12 208 | 15,8   |  |  |  |
| Votants | Votants            | Votants        | 65 082 | 84,2   |  |  |  |
| Blancs et nuls | Blancs et nuls     | Blancs et nuls | 1 001  | 1,54   |  |  |  |
| Exprimés | Exprimés           | Exprimés       | 64 081 | 98,46  |  |  |  |
| Source : France, Ministère de l'intérieur. Les Elections législatives . Métropole., la Documentation française, 1960 (lire en ligne) |                    |                |        |        |  |  |  |

## Comores
| |                                                                                   |        |        |  |  |
| Liste d'Union Comorienne d'Action économique et Sociale                                                                              | 1.Saïd Mohamed Ben Chech Abdallah Cheikh (UDSR) 2.Said Ibrahim bin Said Ali (UNR) | 48 877 | 100,00 |  |  |
| |                                                                                   |        |        |  |  |
| Inscrits | 76 303                                                                            | 100,00 | 2      |  |  |
| Abstentions | 27 228                                                                            | 35,68  |        |  |  |
| Votants | 49 075                                                                            | 64,32  |        |  |  |
| Blancs et nuls | 198                                                                               | 0,4    |        |  |  |
| Exprimés | 48 877                                                                            | 99,6   |        |  |  |
| Source : France, Ministère de l'intérieur. Les Elections législatives . Métropole., la Documentation française, 1963 (lire en ligne) |                                                                                   |        |        |  |  |

## Nouvelle-Calédonie et dépendances
|                | Union pour la nouvelle République           | 7 236  | 30,35  | 0 |  |  |
|                | Centre national des indépendants et paysans | 430    | 1,18   | 0 |  |  |
|                | Droite parlementaire                        | 7 666  | 32,16  | 0 |  |  |
|                |                                             |        |        |   |  |  |
|                | Union calédonienne                          | 16 173 | 67,84  | 1 |  |  |
|                |                                             |        |        |   |  |  |
| Inscrits       | Inscrits                                    | 35 395 | 100,00 | 1 |  |  |
| Abstentions    | Abstentions                                 | 11 059 | 31,24  |   |  |  |
| Votants        | Votants                                     | 24 336 | 68,76  |   |  |  |
| Blancs et nuls | Blancs et nuls                              | 497    | 2,04   |   |  |  |
| Exprimés       | Exprimés                                    | 23 839 | 97,96  |   |  |  |

## Polynésie française
|                | Rassemblement des populations tahitiennes | 10 727 | 43,89  | 1 |  |  |
|                | Divers                                    | 13 712 | 56,11  | 0 |  |  |
|                |                                           |        |        |   |  |  |
| Inscrits       | Inscrits                                  | 31 870 | 100,00 | 1 |  |  |
| Abstentions    | Abstentions                               | 7 270  | 22,81  |   |  |  |
| Votants        | Votants                                   | 24 600 | 77,19  |   |  |  |
| Blancs et nuls | Blancs et nuls                            | 161    | 0,65   |   |  |  |
| Exprimés       | Exprimés                                  | 24 439 | 99,35  |   |  |  |

## Saint-Pierre-et-Miquelon
| | Dominique-Antoine Laurelli sortant réélu | Sans étiquette | 1 145 | 46     |  |  |  |
| | Claude Guy                               | Divers droite  | 968   | 38,89  |  |  |  |
| | Edgard Tupet-Thome                       | UNR            | 376   | 15,11  |  |  |  |
| |                                          |                |       |        |  |  |  |
| Inscrits | Inscrits                                 | Inscrits       | 2 831 | 100,00 |  |  |  |
| Abstentions | Abstentions                              | Abstentions    | 307   | 10,84  |  |  |  |
| Votants | Votants                                  | Votants        | 2 524 | 89,16  |  |  |  |
| Blancs et nuls | Blancs et nuls                           | Blancs et nuls | 35    | 1,39   |  |  |  |
| Exprimés | Exprimés                                 | Exprimés       | 2 489 | 98,61  |  |  |  |
| Source : France, Ministère de l'intérieur. Les Elections législatives . Métropole., la Documentation française, 1963 (lire en ligne) |                                          |                |       |        |  |  |  |